# Klinikum St. Salvator Halberstadt

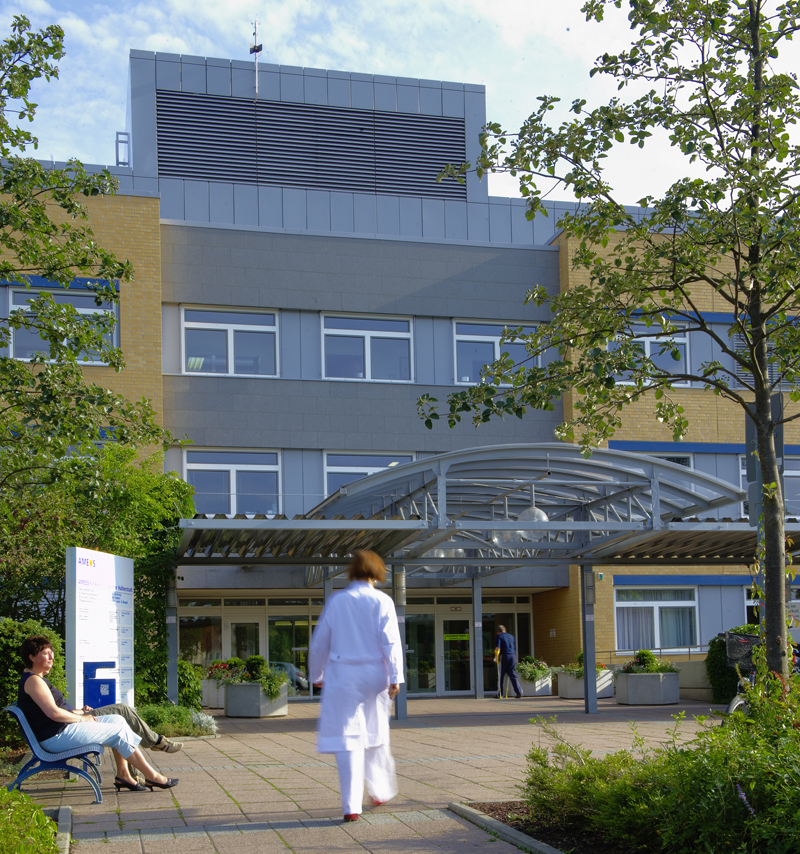
AMEOS Klinikum St. Salvator Halberstadt

Das Ameos Klinikum Halberstadt ist im Krankenhausplan 2004 des Landes Sachsen-Anhalt mit 453 Betten als ein Krankenhaus der Schwerpunktversorgung, Unfallversorgungskrankenhaus sowie als Akademisches Lehrkrankenhaus ausgewiesen. Seit dem Jahr 2004 gehört das Klinikum zur schweizerischen AMEOS Gruppe mit Sitz in Zürich.

## Beschreibung
Das Ameos Klinikum Halberstadt verfügt über 453 Betten, beschäftigt rund 750 Mitarbeiter und hat 30 Ausbildungsplätze. Das Halberstädter Klinikum ist ein Krankenhaus der Schwerpunktversorgung. Schwerpunkte sind die Chirurgie (Gefäßchirurgie, Orthopädie und Unfallchirurgie, Visceralchirurgie), Innere Medizin (Gastroenterologie) und Kinder- und Jugendmedizin (Neonatologie). Das AMEOS Klinikum Halberstadt ist akademisches Lehrkrankenhaus der Otto-von-Guericke-Universität Magdeburg.
Im Jahr 2017 wurden 19.873 Fälle stationär und 13.630 ambulant versorgt. 

## Geschichte
Hervorgegangen aus den mittelalterlichen Hospitälern St. Salvator und St. Elisabeth, die erstmals 1475 urkundlich erwähnt wurden, entstand im Jahre 1589 in Halberstadt das auch heute noch genutzte Klostergebäude.
1832 wurde im St. Salvator Hospital ein Cholera-Lazarett eingerichtet. Ein Jahr später wurde das St. Salvator Krankenhaus unter Leitung des Krankenhausinspektors Wilhelm Kramer eröffnet. Das St. Salvator Krankenhaus war seither stets ein überregionales Behandlungszentrum.
2004 wurde das Halberstädter Krankenhaus in die AMEOS Gruppe aufgenommen. Der Name wurde erweitert auf AMEOS Klinikum St. Salvator Halberstadt. 2014 wurde das Haus in Ameos Klinikum Halberstadt umbenannt.

## Aufbau
Zum Klinikum Halberstadt gehören die Klinik für Allgemein-, Viszeral- und Gefäßchirurgie, die Klinik für Anästhesie und Intensivtherapie, die Medizinische Klinik, die Klinik für Unfall-, Hand- und Wiederherstellungschirurgie, das Auditierte Frau-Mutter-Kind Zentrum (bestehend aus der Frauenklinik und der Klinik für Kinder- und Jugendmedizin), die Hals-Nasen-Ohren-Klinik mit integriertem Cochlea-Implantat-Zentrum und der Abteilung für Mund-, Kiefer- und Gesichtschirurgie, die Klinik für Urologie und Kinderurologie, die Klinik für Orthopädie und Rheumatologie, das Institut für Radiologie und Nuklearmedizin, das Institut für Pathologie sowie das Institut für Laboratoriums- und Transfusionsmedizin und eine Apotheke.
Darüber hinaus gibt es das Ambulante Operationszentrum, einen Herzkatheterarbeitsplatz, die Physiotherapie (Bobath-Therapie), Akupressur und Akupunktur, Geburtsvorbereitungskurse, MammaCare-Kurse, Diabetiker-Schulung, Diät- und Ernährungsberatung, Stimm- und Sprachtherapie/Logopädie, Kontinenztraining/Inkontinenzberatung, Schmerztherapie, Pflegeüberleitung, Seelsorge/Trauerbegleitung, Betreuung durch Sozialarbeiter sowie einen Besuchsdienst der Grünen Damen.
Das Klinikum St. Salvator Halberstadt betreibt seit Anfang 2010 ein Medizinisches Versorgungszentrum (MVZ), das AMEOS Poliklinikum Halberstadt. Dem MVZ gehören eine hausärztlich-internistische Praxis, eine Praxis für Kinder- und Jugendmedizin, eine Radiologische sowie eine Urologische Praxis an.